# Залісненська селищна рада
Залісненська се́лищна ра́да — орган місцевого самоврядування у складі Сніжнянської міської ради Донецької області. Адміністративний центр — селище міського типу Залісне.

## Загальні відомості
- Населення ради: 2432 особи (станом на 1 січня 2011 року)

## Населені пункти
Селищній раді підпорядковані населені пункти:
- смт Залісне

## Склад ради
Рада складається з 16 депутатів та голови.
- Голова ради: Куліков Петро Іванович
- Секретар ради: Бучмей Валентина Володимирівна

### Керівний склад попередніх скликань
| ПІБ                    | Основні відомості                                                        | Дата обрання | Дата звільнення |
| ---------------------- | ------------------------------------------------------------------------ | ------------ | --------------- |
| Куліков Петро Іванович | Селищний голова, 1957 року народження, освіта вища, член Партії регіонів | 26.03.2006   | 31.10.2010      |
| Куліков Петро Іванович | Селищний голова, 1957 року народження, освіта вища, член Партії регіонів | 31.10.2010   |                 |

Примітка: таблиця складена за даними джерела

### Депутати
За результатами місцевих виборів 2010 року депутатами ради стали:

#### За суб'єктами висування
| Суб'єкт висування | Кількість обраних депутатів | %   |
| ----------------- | --------------------------- | --- |
| Партія регіонів   | 16                          | 100 |

#### За округами
| № округу        | Прізвище, ім'я, по батькові     | Дата визнання обраним | Освіта         | Партійна приналежність | Відомості про обраного депутата            |
| --------------- | ------------------------------- | --------------------- | -------------- | ---------------------- | ------------------------------------------ |
| Партія регіонів |                                 |                       |                |                        |                                            |
| 1               | Ждан Ярослав Степанович         | 05.11.2010            | Освіта середня | позапартійний          | пенсіонер                                  |
| 2               | Філатов Сергій Степанович       | 05.11.2010            | Освіта середня | позапартійний          | пенсіонер                                  |
| 3               | Лобанова Світлана Вікторівна    | 05.11.2010            | Освіта вища    | член Партії регіонів   | дитячий дошкільний заклад № 20, вихователь |
| 4               | Сульжук Анатолій Іванович       | 05.11.2010            | Освіта середня | позапартійний          | пенсіонер                                  |
| 5               | Лоленко Олександр Костянтинович | 05.11.2010            | Освіта середня | позапартійний          | пенсіонер                                  |
| 6               | Бучмей Валентина Володимирівна  | 05.11.2010            | Освіта вища    | член Партії регіонів   | Залісненська селищна рада, секретар        |
| 7               | Внуков Іван Миколайович         | 05.11.2010            | Освіта середня | позапартійний          | пенсіонер                                  |
| 8               | Лобанов Олександр Михайлович    | 05.11.2010            | Освіта вища    | позапартійний          | пенсіонер                                  |
| 9               | Гришин Валерій Миколайович      | 05.11.2010            | Освіта середня | позапартійний          | приватний підприємець, водій               |
| 10              | Жерьобкін Володимир Петрович    | 05.11.2010            | Освіта вища    | позапартійний          | пенсіонер                                  |
| 11              | Бодня Володимир Олександрович   | 05.11.2010            | Освіта середня | позапартійний          | дитяча міська лікарня, електрик            |
| 12              | Солощенко Віктор Прокопович     | 05.11.2010            | Освіта вища    | позапартійний          | пенсіонер                                  |
| 13              | Прокопенко Віктор Іванович      | 05.11.2010            | Освіта вища    | позапартійний          | пенсіонер                                  |
| 14              | Парапанов Володимир Іванович    | 05.11.2010            | Освіта вища    | позапартійний          | пенсіонер                                  |
| 15              | Михайлова Людмила Вікторівна    | 05.11.2010            | Освіта вища    | член Партії регіонів   | приватний підприємець, перукар             |
| 16              | Пашкевич Світлана Геннадіївна   | 05.11.2010            | Освіта вища    | позапартійна           | загальноосвітня школа, вчитель географії   |